# New Jersey Route 23
Pour les articles homonymes, voir Route 23.
La Route 23 est une route nationale dans la partie nord du New Jersey aux États-Unis. La route (56,63 mi) mesure 84,70 km de County Route 506 (Avenue Bloomfield) et County Road 577 (Avenue Prospect) à Verona, comté d'Essex au nord-ouest à la frontière avec New York à Montague Township dans le comté de Sussex, où la route continue à Port Jervis, New York comme la route du comté d'Orange 15. La route 23 traverse les comtés d'Essex et Passaic comme une artère de banlieue allant de deux à quatre voies et devient une autoroute à six voies au nord d'un échangeur complexe avec la US Route 46 et l'Interstate 80 à Wayne. L'autoroute mène la route 23 nord à une voie concurrente avec la route américaine 202. Passé la partie d'autoroute, l'itinéraire se dirige vers le nord-ouest le long de la frontière des comtés de Morris et de Passaic comme une route divisée en quatre à six voies. zones montagneuses et traversant l'Interstate 287 à Riverdale. La route continue vers le nord-ouest à travers le comté de Sussex comme une route à deux voies et sans chemins qui traverse les terres agricoles et les forêts de Franklin, Hambourg et Sussex avant d'atteindre la frontière de New York au sud de l'Interstate 84 près de High Point State Park. 

La route 23 a été établie en 1927 pour aller de Vérone à la frontière de New York près de Port Jervis, en remplacement de la route 8 d'avant 1927 entre Vérone et Sussex. La route a suivi deux virages qui ont été créés au début du XIXe siècle: le Newark-Pompton Turnpike et le Paterson-Hambourg Turnpike. Au milieu des années 1950, il était prévu de construire une route inter-États le long de la route 23 entre l'Interstate 80 et l'Interstate 287, mais elle n'a jamais été construite. Dans les années 1960, la route devait être aménagée en autoroute jusqu'à Port Jervis et au sud jusqu'à Piscataway, dans le comté de Middlesex; Cependant, les deux propositions d'autoroute ont été annulées au début des années 1970. Au milieu des années 1980, le tronçon de la route 23 entre le nord des États-Unis et la route 46 à Wayne et l'autoroute 287 à Riverdale a été amélioré pour devenir une autoroute à six voies au sud de l'intersection d'Alps road et à six voies. route au nord d'Alps Road.